# Виноробство в Хорватії
Історія хорватського вина сягає часів давньогрецьких поселенців, виноробство яких на південних далматинських островах Віс, Корчула і Хвар налічує близько двох з половиною тисяч років. Як і в інших виноробних районах Старого Світу, у Хорватії досі збереглося багато традиційних сортів винограду, які ідеально пристосовані до місцевих виноградних пагорбів. У великих виноробнях засвоєно сучасні методи виробництва вина та прийнято Положення Європейського Союзу про вино, що гарантує його якість.
Нині налічується понад 300 географічно визначених виноробних областей та існує сувора система класифікації, яка відповідає за якість і походження. Більшість хорватських вин є білими, а серед решти переважають червоні і лише невеликий відсоток становлять рожеві вина. 2014 року Хорватія посіла 32-ге місце серед виноробних країн з орієнтовним обсягом 45 272 тонни.
Вино — популярний у Хорватії напій, а місцеві жителі традиційно полюбляють пити вино під час їди. Досить часто вино розводять негазованою або газованою водою, одержуючи напої, відомі як «ґемішт» (хорв. gemišt; поєднання білого вина й газованої води) та «беванда» (хорв. bevanda; поєднання червоного вина і негазованої води).

## Історія

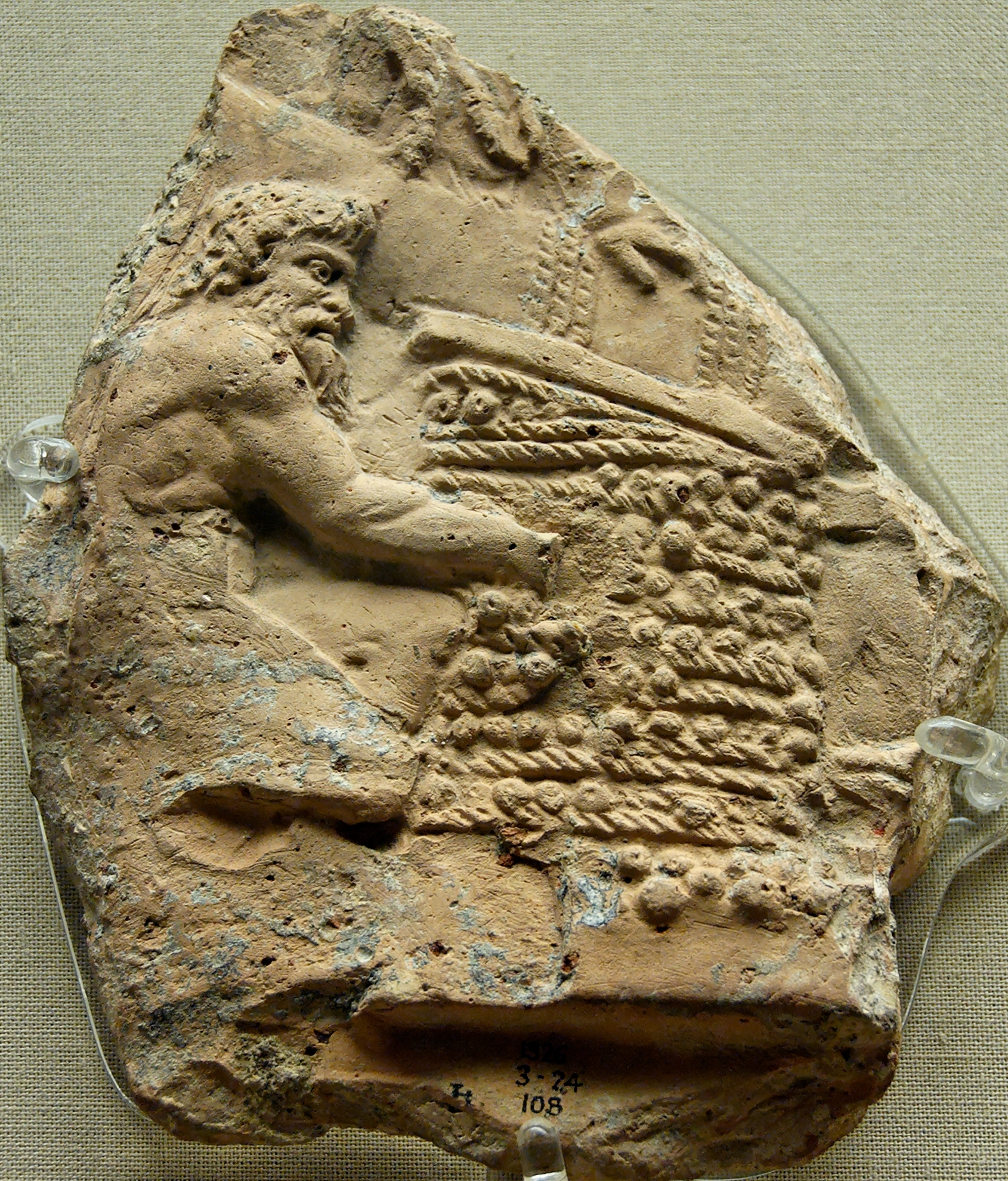
Винний прес у римському мистецтві з І століття нашої ери

Як і в решті Центральної та Південної Європи, виноградарство в сучасній Хорватії існувало за сотні років до постання Римської імперії. Недавні дослідження показали, що іллірійці, які населяли Далмацію у бронзову та залізну добу, вже могли вирощувати виноградну лозу. Однак справжній початок вирощування винограду та виробництва вина в Хорватії пов'язаний із давньогрецькими поселенцями, які прибули на хорватське узбережжя у V столітті до нашої ери. Грецький письменник Афіней писав 18 століть тому про високоякісне вино, виготовлене на далматинських островах Віс, Хвар і Корчула. Монети того періоду мають мотиви, пов'язані з вирощуванням винограду та вином, що демонструє важливість вина в економіці стародавніх грецьких колоній.
За Римської імперії виноробство зростало, стаючи більш організованим. Вино експортувалося в інші частини імперії. Артефакти цього часу включають кам'яні преси для вичавлювання соку з винограду та амфори з затонулих римських галер. Прикраси на численних релігійних і побутових предметах свідчать про культуру виноробства.
Коли ці землі заселили хорвати, вони перейняли це вміння у своїх попередників, і виробництво вина ширилося далі. У середні віки існував королівський придворний чиновник, званий «королівським заготівельником вин», до обов'язків якого входило виробництво та закупівля вина. Вільні міста приймали правові норми щодо виноградарства та відповідно захищали його. Наприклад, статут міста й острова Корчула 1214 року містить суворі правила, спрямовані на захист виноградників.

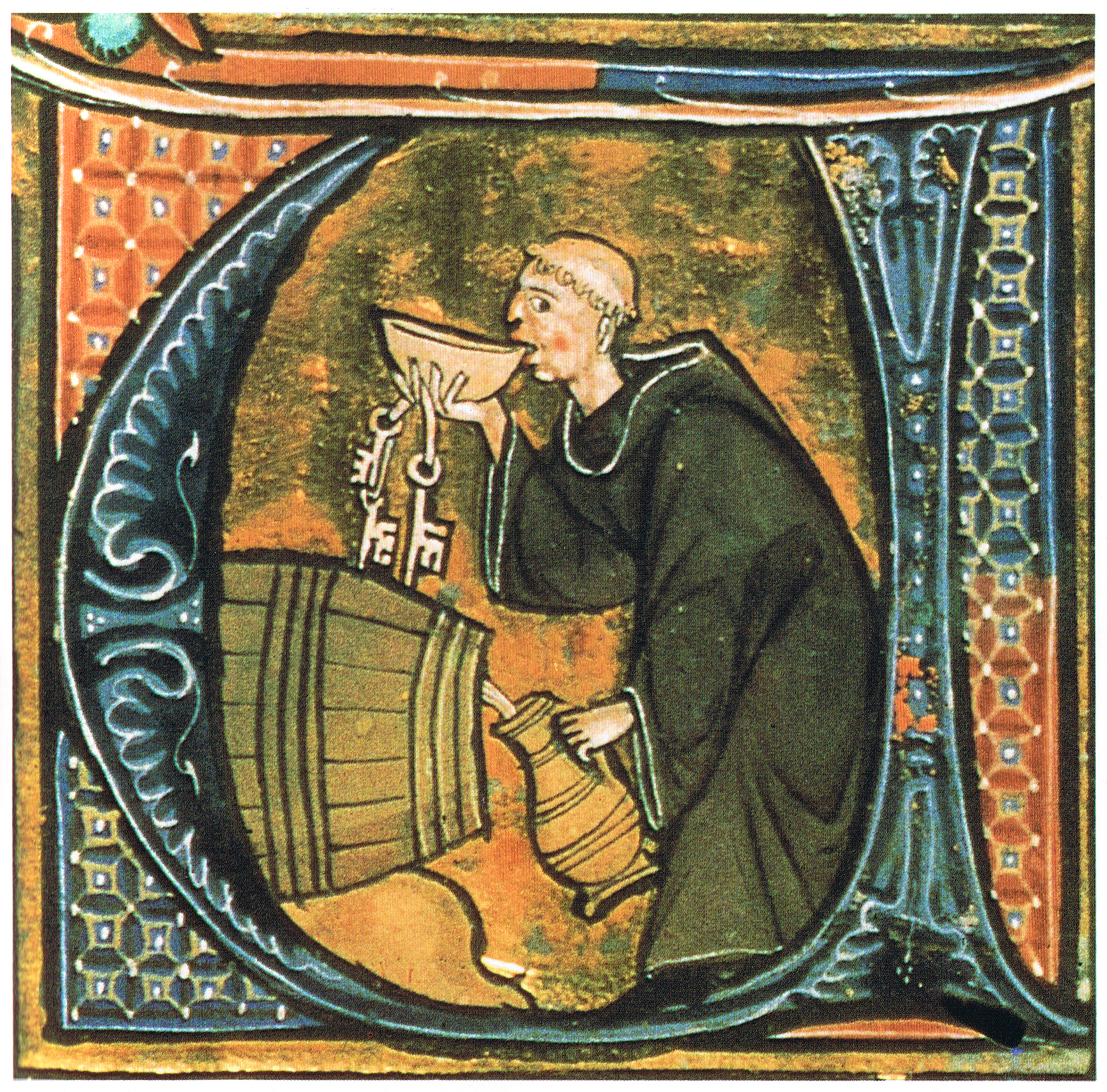
Виноробство перебрали на себе священники та ченці

У XV ст. у Південно-Східну Європу прибули турки-османи, які запровадили суворі антиалкогольні закони як частину нового ісламського права. На щастя, Османська імперія була терпимою до християнства. Католицькі церковні традиції, пов'язані з вином, змогли «врятувати» місцеве виробництво вина від повного зникнення — адже священникам і ченцям було дозволено продовжувати робити вино для церковних потреб.
У XVIII ст. більша частина сучасної Хорватії опинилася під владою імперії Габсбургів, де протягом ХІХ—ХХ століть виробництво вина переживало розквіт. Історія вина кардинально змінилася в 1874 р., коли в Європі почав з'являтися небезпечний шкідник виноградної лози філоксера. Виробництво вина впало, спочатку у Франції та Німеччині, а винороби боролися з заразою. Деякий час виноградникам Хорватії щастило уникати цієї пошесті, але значно збільшився експорт вина, щоб задовольнити попит на зовнішніх ринках. Деякі французькі компанії навіть висаджували виноградні лози в Хорватії з метою розширення діяльності в безпечній зоні. Однак на рубежі ХХ ст. хорватські лози також постраждали від філоксери, що призвело до знищення виноградників та занепаду місцевої економіки у багатьох районах. Велика кількість сімей виноробів переїхала в Новий світ, сприяючи росту виноробства там.
За комуністичної системи в Югославії виробництво вина зосереджувалося у великих кооперативах, а приватна власність на виноградники не заохочувалася. Головний наголос робився на кількість, а не на якість. На початку 90-х років минулого століття багато виноградників та виноробних підприємств знову були зруйновані внаслідок хорватської війни за незалежність. Одначе, з поверненням до невеликих самостійних виробників, хорватські вина знову змагаються за звання найкращих на світовому винному ринку.

## Географія виноробства

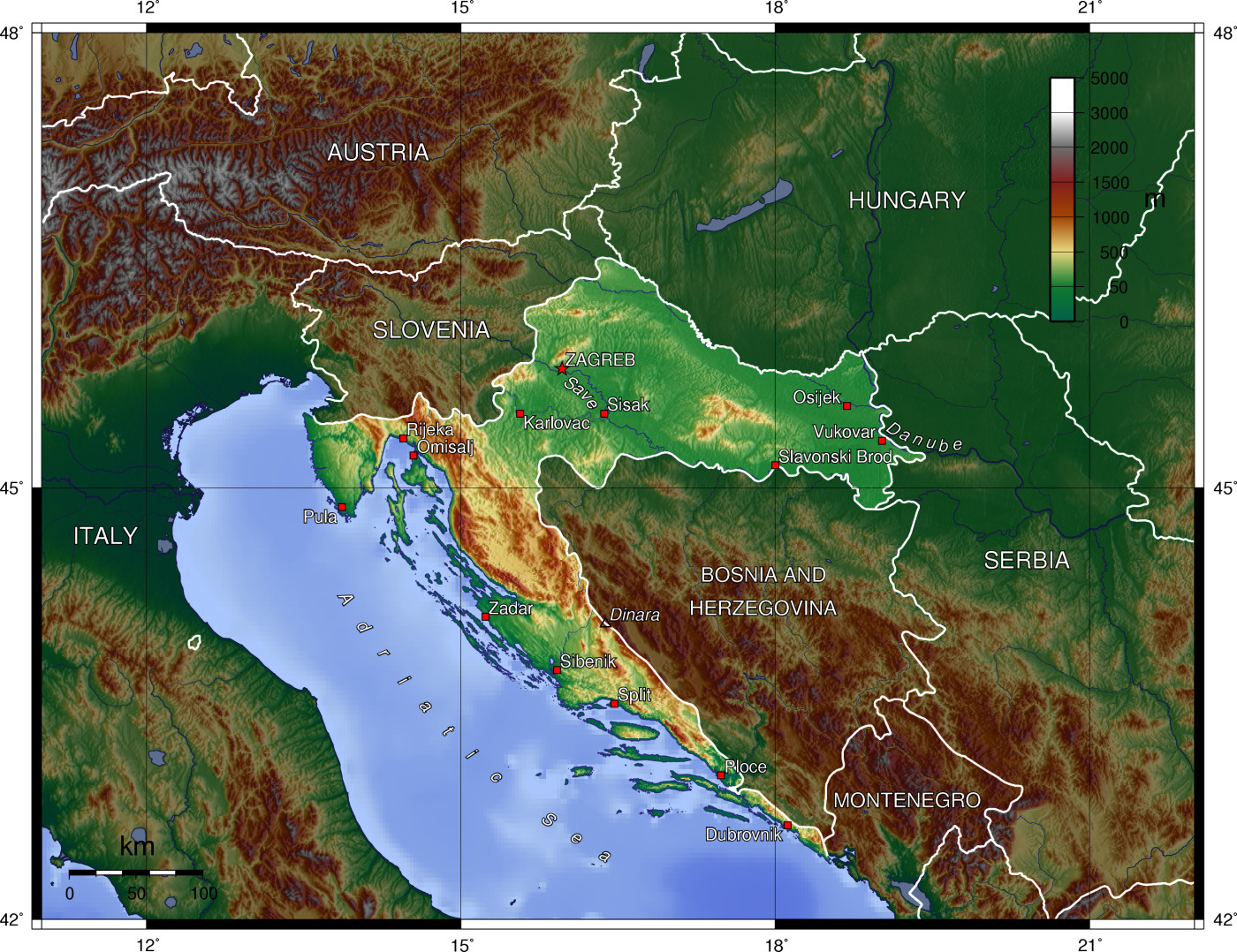
Виноробні області Хорватії зазнають впливу Альп на півночі та Динарських Альп, що спускаються до узбережжя Адріатичного моря.

У Хорватії є дві відмінні одна від одної виноробні області. Материкова область на північному сході країни виготовляє багаті фруктові білі вина, схожі за стилем на продукцію сусідніх районів Словенії, Австрії та Угорщини. Північне узбережжя відоме істрійськими винами, що схожі на вироблені в сусідній Італії, тоді як далі на південь продукція більше являє собою червоні вина в середземноморському стилі. На островах і узбережжі Далмації місцеві сорти винограду, мікроклімат і досить суворий характер виноградників привели до створення деяких дуже оригінальних вин та деяких найславетніших у Хорватії.
Більшість (67%) виробленого вина — це біле вино, яке виробляється у внутрішніх районах  країни. Червоне ж вино становить 32% і виготовляється переважно вздовж узбережжя. Рожеве трапляється відносно рідко. Також виробляються деякі спеціальні вина, такі як ігристе вино (хорв. pjenušavo vino або хорв. pjenušac) і десертне вино.
Виділяють три головні виноробні райони: Східно-континентальний (хорв. Istočna kontinentalna), Західно-континентальний (хорв. Zapadna kontinentalna) і Приморський (хорв. Primorska), до якого входять і острови. Кожен з основних районів поділяється на підрайони, які далі діляться на ще менші — т. зв. «виногір'я» (хорв. vinogorje). Загалом у Хорватії існує понад 300 географічно обумовлених виноробних районів. Більш ніж половина винного виробництва зосереджена в трьох жупаніях: Істрійській, Осієцько-Баранській та Вуковарсько-Сремській..

## Виробники вина
| Рік  | Кількість (тисячі гектолітрів) |
| ---- | ------------------------------ |
| 2003 | 1.265                          |
| 2004 | 1.204                          |
| 2005 | 1.248                          |
| 2006 | 1.237                          |
| 2007 | 1.365                          |
| 2008 | 1.278                          |
| 2009 | 1.424                          |
| 2010 | 1.433                          |
| 2011 | 1.409                          |
| 2012 | 1.293                          |
| 2013 | 1.249                          |
| 2014 | 842                            |
| 2015 | 992                            |
| 2016 | 760                            |

Станом на 2018 рік п'ятірка найбільших хорватських виробників вина має такий вигляд:
1. Iločki podrumi (Ілок)
2. Agrolaguna (Пореч)
3. Kutjevo d.d. (Кутєво)
4. Belje d.d. (Дарда)
5. Erdutski vinogradi (Ердут)

## Додаткова література
- Wine Report (PDF). USDA Foreign Agricultural Service. 20 лютого 2014. Архів оригіналу (PDF) за 24 лютого 2017. Процитовано 18 січня 2021.
- Božić, Miroslav (лютий 2008). Hrvatsko tržište vina [Хорватський ринок вина] (PDF) (хор.). Архів оригіналу (PDF) за 27 січня 2021. Процитовано 18 січня 2021.